# Olivier Vernon
Olivier Alexander Vernon (* 7. Oktober 1990 in Miami, Florida) ist ein ehemaliger US-amerikanischer American-Football-Spieler in der National Football League (NFL). Er spielte zuletzt für die Cleveland Browns als Defensive End. Zuvor war er bereits bei den Miami Dolphins sowie den New York Giants unter Vertrag.

## College
Vernon besuchte die University of Miami und spielte für deren Team, die Hurricanes, zwischen 2009 und 2011 erfolgreich College Football. In 30 Partien konnte er insgesamt 81 Tackles setzen und  9,0 Sacks erzielen.

## NFL

### Miami Dolphins
Vernon wurde beim NFL Draft 2012 von den Miami Dolphins in der 3. Runde als insgesamt 72. ausgewählt und erhielt einen Vierjahresvertrag in der Höhe von 2,84 Millionen US-Dollar sowie 630 080 Dollar Handgeld (Signing Bonus). Bereits in seiner Rookiesaison konnte er sich als Profi etablieren und kam in allen Spielen zum Einsatz, wobei er 3,5 Sacks erzielte. In der folgenden Spielzeit lief er erstmals als Starter auf und wurde zu einer verlässlichen Stütze der Defense seines Teams. Da er von Verletzungen verschont blieb, kam er in den vier Jahren bei den Dolphins in jedem Spiel zum Einsatz.

### New York Giants
2016 wechselte Vernon zu den New York Giants, bei denen er einen Fünfjahresvertrag über 85 Millionen Dollar, 52,5 davon garantiert, unterschrieb. Die ersten beiden Spielzeiten bildete er gemeinsam mit Jason Pierre-Paul ein erfolgreiches Gespann auf den beiden Defensive-End-Positionen. 2018 kam mit einem neuen Defensive Coordinator ein neues Verteidigungsschema, und Vernon wurde nun als Outside Linebacker aufgeboten. Auch auf der für ihn ungewohnten Position zeigte er seine gewohnt guten Leistungen und wurde, obwohl er die ersten vier Partien verletzungsbedingt pausieren musste, erstmals in den Pro Bowl berufen.

### Cleveland Browns
Im März 2019 wechselte Vernon zu den Cleveland Browns. Er war Teil eines größeren Trades, bei dem die Browns Jabrill Peppers, Kevin Zeitler und zwei Draft-Picks gegen ihn sowie Odell Beckham Jr. tauschten.